# Jaumea
Jaumea é um género botânico pertencente à família Asteraceae.